# ریک گومز
ریک گومز (انگلیسی: Rick Gomez؛ زادهٔ ۱ ژوئن ۱۹۷۲) بازیگر و صداپیشه اهل ایالات متحده آمریکا است.
از فیلم‌ها یا برنامه‌های تلویزیونی که وی در آن نقش داشته است، می‌توان به ۱۱:۱۴، شهر گناه، جوخه برادران و ری اشاره کرد.